# Căzănești (gmina Ghioroiu)
Căzănești – wieś w Rumunii, w okręgu Vâlcea, w gminie Ghioroiu. W 2011 roku liczyła 235 mieszkańców.